# Ben Crenshaw

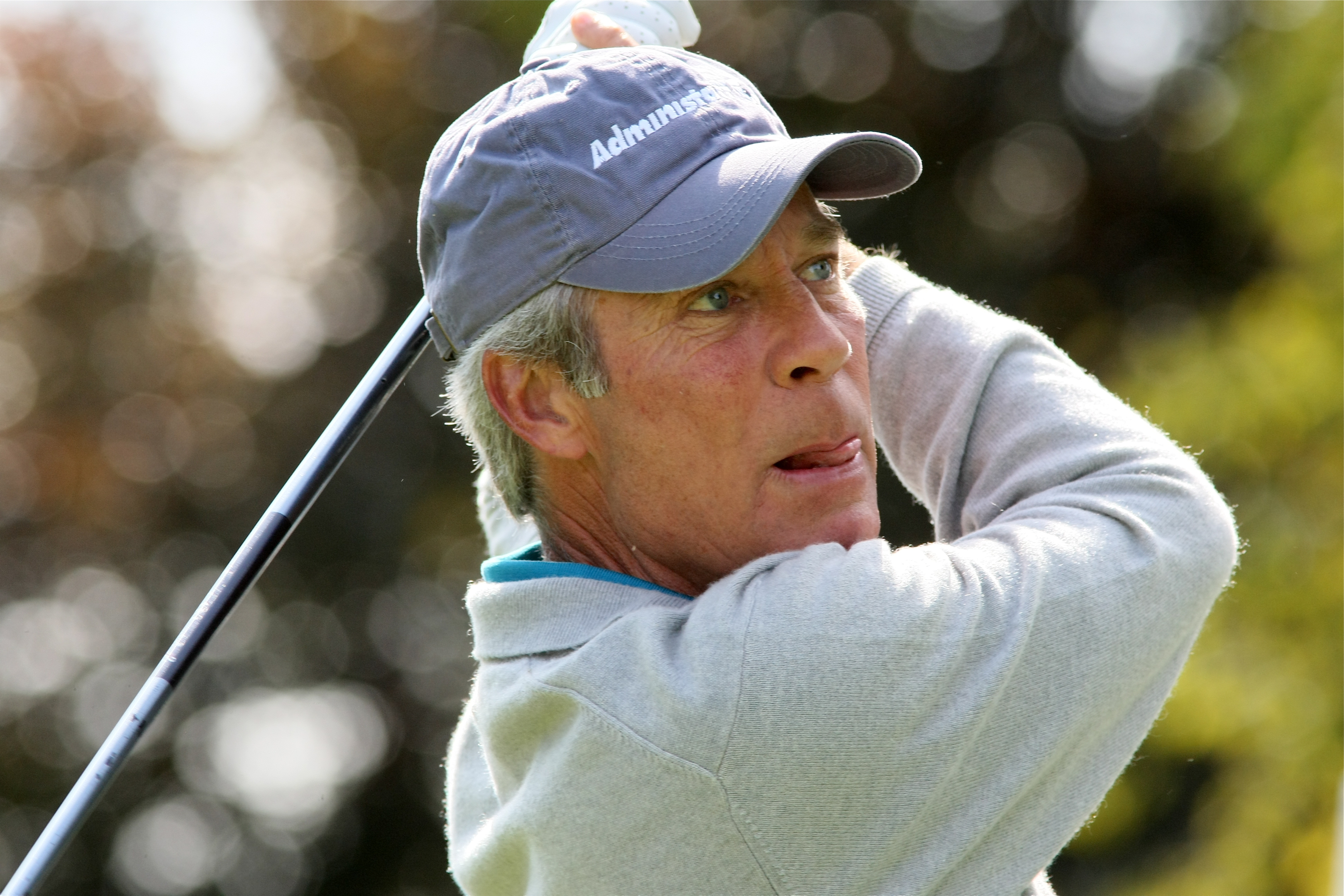
Ben Crenshaw en el Senior Players Championship de 2008

Ben Crenshaw (Austin, Texas, Estados Unidos, 11 de enero de 1952) es un golfista estadounidense que logró 19 victorias y 144 top 10 en el PGA Tour. Resultó segundo en la lista de ganancias de la temporada 1976, tercero en 1979 y 1984 y quinto en 1980.
Este golfista ganó el Masters de Augusta de 1984 y 1995, y resultó segundo en el Masters de Augusta de 1976 y 1983, el Abierto Británico de 1978 y 1979 y el Campeonato de la PGA de 1979, acumulando un total de 16 top 5 y 27 top 10 en torneos mayores.
Además de su participación en el PGA Tour, Crenshaw disputó cuatro ediciones de la Copa Ryder con la selección estadounidense, logrando 3,5 puntos en 12 partidos. Además, ganó la Copa Mundial de Golf de 1988 en las ramas individual y de equipos.
Crenshaw ingresó en el Salón de la Fama del Golf Mundial en 2002.

## Trayectoria
Crenshaw estudió en la Universidad de Texas en Austin, resultando tricampeón nacional individual de la NCAA de golf entre 1971 y 1973, y bicampeón de equipos en 1971 y 1972.
En paralelo, jugó algunos torneos mayores como amateur. Fue el mejor amateur en el Abierto de los Estados Unidos de 1970 y el Masters de Augusta de 1972 y 1973. Asimismo, en 1972 resultó tercero en el torneo de Sea Pines del PGA Tour.
Luego de graduarse de la universidad en 1973, Crenshaw se convirtió en profesional. Logró una victoria en el Abierto de Texas y un segundo puesto en el World Open, lo que le bastó para colocarse 31.º en la lista de ganancias del PGA Tour.
En 1974 consiguió dos segundos puestos en Tucson y Nueva Orleans y acumuló seis top 10 y 22 cortes superados. Así, culminó 32.º en la lista de ganancias. En 1975 obtuvo tres terceros puestos, seis top 10 y 20 cortes superados, para quedar 33º en la lista de ganancias.
El texano mejoró sus actuaciones en la temporada 1976 del PGA Tour. Consiguió tres victorias en Pebble Beach, Hawái y Ohio Kings, tres segundos puestos en el Masters de Augusta, Westchester y Pleasant Valley, 14 top 10 y 27 cortes superados. Por tanto, se ubicó segundo en la clasificación final, por detrás de Jack Nicklaus.
Crenshaw ganó en el Colonial y obtuvo seis top 10 y once top 25 en el PGA Tour de 1977, incluyendo dos segundos puestos en el Byron Nelson y Sea Pines, y un quinto en el Abierto Británico. Por tanto, quedó 12º en la lista de ganancias. En 1978 acumuló seis top 5 y doce top 10, destacándose el segundo lugar en el Abierto Británico, acabando así 16º en la lista de ganancias.
Este golfista triunfó en el Abierto de Phoenix de 1979 y fue segundo en el Abierto Británico y el Campeonato de la PGA entre otros. Con un total de ocho top 10 y 16 top 25, se colocó tercero en la lista de ganancias del PGA Tour. En 1980 resultó primero en Napa Valley, segundo en el Players Championship y Colonial, tercero en el Abierto Británico y sexto en el Masters de Augusta, entre otros resultados, alcanzando así la quinta colocación final.
En la temporada 1981 del PGA Tour, Crenshaw fue segundo en Texas y Pebble Beach, y obtuvo nueve top 10, por lo que se colocó 19º en la lista de ganancias. En 1982 tuvo actuaciones muy pobres, con apenas un cuarto y un quinto puesto como únicos top 10, y quedó relegado a la 79.ª colocación.
De vuelta en su mejor nivel en 1983, el texano ganó el Byron Nelson, fue segundo en el Masters de Augusta y el Memorial y consiguió nueve top 10 y catorce top 25. Como consecuencia, terminó octavo en la lista de ganancias del PGA Tour. En 1984 ganó el Masters de Augusta y obtuvo nueve top 10 y trece top 25, que le significaron el 15º puesto final.
Crenshaw logró superar solamente ocho cortes en 22 torneos del PGA Tour de 1985. Se recuperó en 1986 para ganar en Warwick Hills y el Abierto de Texas, terminar sexto en el Campeonato de la PGA y conseguir doce top 25. Por tanto, se colocó octavo en la lista de ganancias.
En 1987, el texano consiguió la victoria en Nueva Orleans, resultó cuarto en el Masters de Augusta y el Abierto de Estados Unidos y el Abierto Británico, y cosechó nueve top 5 y catorce top 10. De esta manera, se ubicó tercero en la clasificación final, por detrás de Curtis Strange y Paul Azinger. El jugador triunfó en Doral, acabó segundo en Colonial, tercero en el Byron Nelson y cuarto en el Masters de Augusta en 1988. Con ocho top 10 y 21 top 25, finalizó la temporada en el noveno lugar.
Este golfista fue segundo en la World Series of Golf de 1989 y tercero en el Masters de Augusta. Con cinco top 10 y doce top 25, quedó 22º en la lista de ganancias del PGA Tour. En 1990 triunfó en el Colonial pero obtuvo apenas ocho top 25, por lo que se colocó 36º en la clasificación general.
Crenshaw ganó el Abierto del Oeste y fue segundo en el Byron Nelson en 1992, y ganó en Bay Hill en 1993, sin destacarse en sus demás actuaciones. En 1994 ganó en Nueva Orleans y obtuvo seis top 10 y trece top 25, lo que le permitió acabar 23º en la lista de ganancias.
Con 43 años de edad, este texano obtuvo su segundo título major en el Masters de Augusta de 1995. Además, resultó tercero en Phoenix y quinto en el Memorial y el Torneo de Campeones, y logró siete top 25, lo que le permitió ubicarse 25º en la lista de ganancias.
El golfista siguió jugando esporádicamente en el PGA Tour hasta 2001. En 2002 comenzó a jugar en el Champions Tour, donde obtuvo un segundo puesto y 13 top 10 en más de 200 apariciones.